# Gaspar Peeter Verbruggen der Ältere

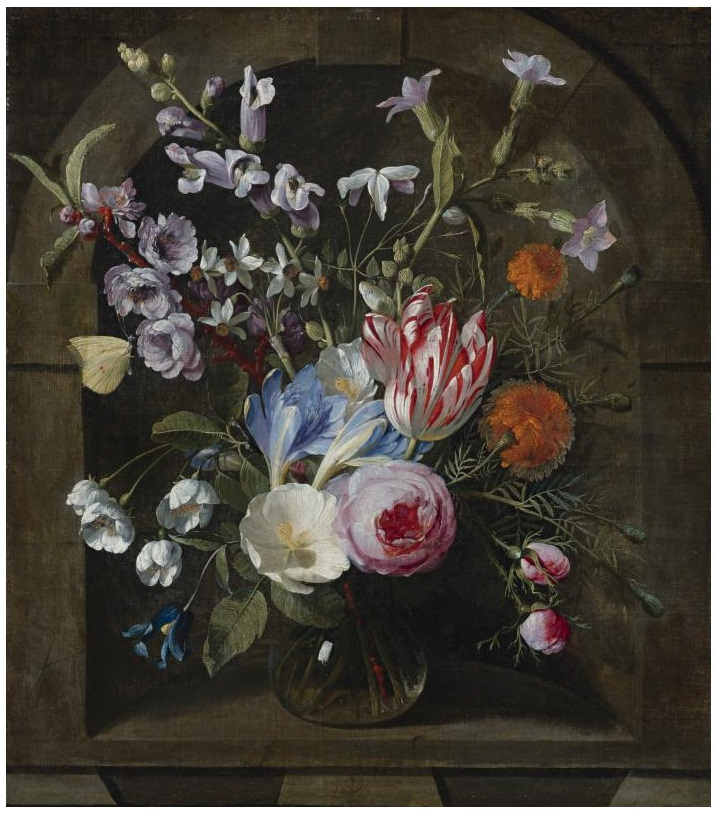
Blumenstillleben in einer Nische, 51,5 × 46,3 cm, Privatsammlung (?)

Gaspar Peeter Verbruggen der Ältere (auch Gaspar Pieter Verbruggen (I), Gaspar Peeter Verbrugghen (I), Caspar Pieter Verbruggen (I), Caspar Peeter Verbrugghen (I); * vor dem 8. September 1635 in Antwerpen; † 16. April 1681) war ein flämischer Maler, der für seine Blumen- und Girlandenbilder bekannt ist.

## Leben
Gaspar Peeter Verbruggen der Ältere wurde am 8. September 1635 in der St. Jakob in Antwerpen getauft. Sein Vater, ebenfalls Gaspar oder Kasper genannt, war Gärtner und besaß ein Haus und einen großen Garten, in dem er Kräuter und Blumen anbaute. Dies könnte das Interesse des jungen Gaspar an der Blumenmalerei erklären. Gaspar wurde im Gildenjahr 1644–45 als Schüler des Malers Cornelis Mahu in die Antwerpener Lukasgilde eingetragen. Fünf Jahre später wurde er als Gildenmeister eingetragen.
Er heiratete am 17. Februar 1658 Catharina van Zeverdonck, mit der er elf Kinder hatte. Nach dem Tod seiner Frau am 24. August 1674 heiratete er am 13. Juni 1679 Sara Catharina Raeps. Zum Zeitpunkt seines Todes am 16. April 1681 lebten noch sechs minderjährige Kinder: Anna Catharina, Marie Isabella, Gaspar Peeter, Maria Magdalena, Petronella und (aus zweiter Ehe) Balthasar Hyacint. Gaspar und Balthasar Hyacint wurden Stilllebenmaler. Er war ein erfolgreicher Künstler, wie die Tatsache zeigt, dass sein Besitz sechs Häuser und wertvolle Haushaltsgegenstände umfasste.
Seine Schüler waren sein ältester Sohn Gaspar Peeter, Gillis Vinck der Jüngere, Joris Carpentero, Norbertus Beeckmans, Norbertus Martini und Jacobus Seldenslach.

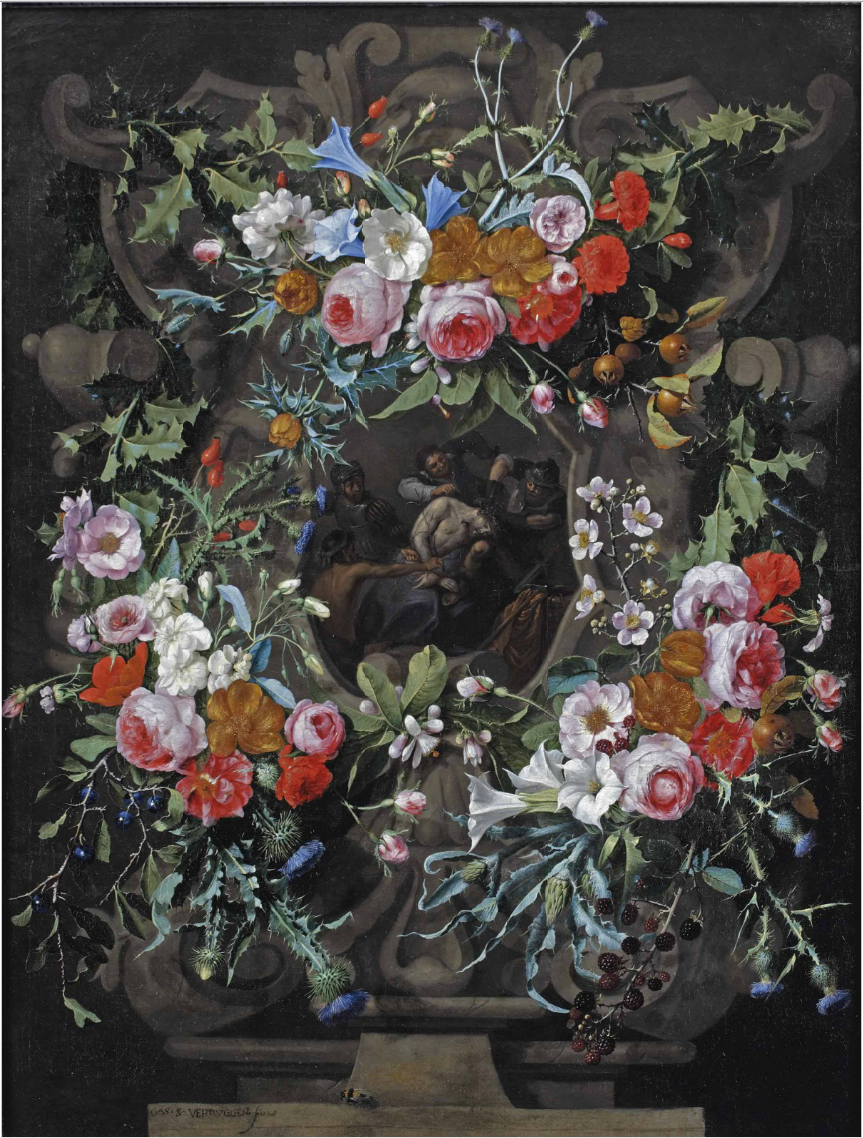
Verspottung Christi in einer gemeißelten Kartusche mit einer Girlande aus Stechpalmen, Disteln, Prunkwinden und anderen Blumen auf einem Steinsims, sign.,112,4 × 84,8 cm, Privatsammlung (?)

## Werk
Gaspar Peeter Verbruggen der Ältere war für seine Blumenstillleben und Girlandenbilder bekannt. Seine Blumenstillleben stammen aus den Jahren 1654 bis 1680. Viele Zuschreibungen anonym überlieferter Gemälde an Verbruggen den Älteren gelten mittlerweile als „problematisch“, u. a. weil sein Sohn Gaspar Peeter Verbruggen der Jüngere – besonders in frühen Werken – seinen Stil übernahm.
Stilistisch ist Verbruggen deutlich von Daniel Seghers beeinflusst, seine Blumen wirken jedoch (laut Ertz) etwas flächiger, weniger räumlich ausgearbeitet. Verbruggens Blumen sind auch dichter angeordnet und man findet eine „größere Variationsbreite“ an Blumenarten oder -sorten, was zu einem üppigeren Gesamteindruck beiträgt.
Ein bedeutender Teil von Verbruggens Werk fällt in die Kategorie der Girlandenbilder, bei denen er auf die von Seghers entwickelte Form mehrerer Blumen-Festons vor dem Hintergrund einer steinernen Kartusche um ein Andachtsbild oder ähnliches zurückgreift. Da er aber den Blumenschmuck üppiger gestaltet, können seine Girlanden im Vergleich zu Seghers etwas unruhig oder überladen wirken.

Girlandenbilder sind in der Regel das Werk eines Stillleben- und eines Figurenmalers; der letztere malte die Figur(en) innerhalb der Kartusche, während Verbruggen die Blumen malte. Verbruggens Mitarbeiter an seinen Girlandenbildern konnten bisher nicht identifiziert werden, man nimmt jedoch an, dass darunter Peter Ykens und Jacobus Ferdinandus Saey waren.

## Bildergalerie

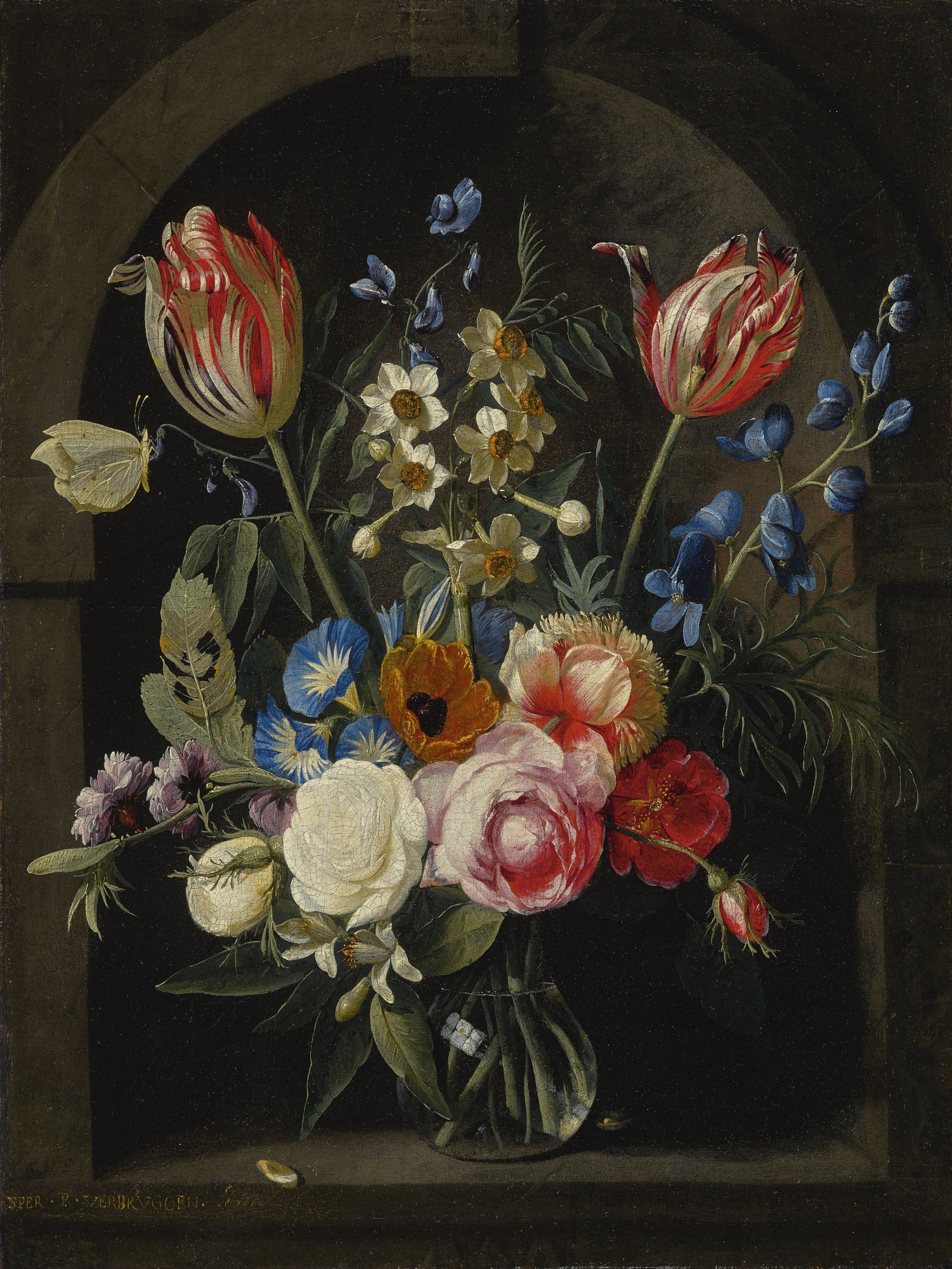
Glasvase mit Blumen in einer Nische und ein Schmetterling, 1664, sign. & dat., 53,8 × 40,3 cm, Privatsammlung (?)
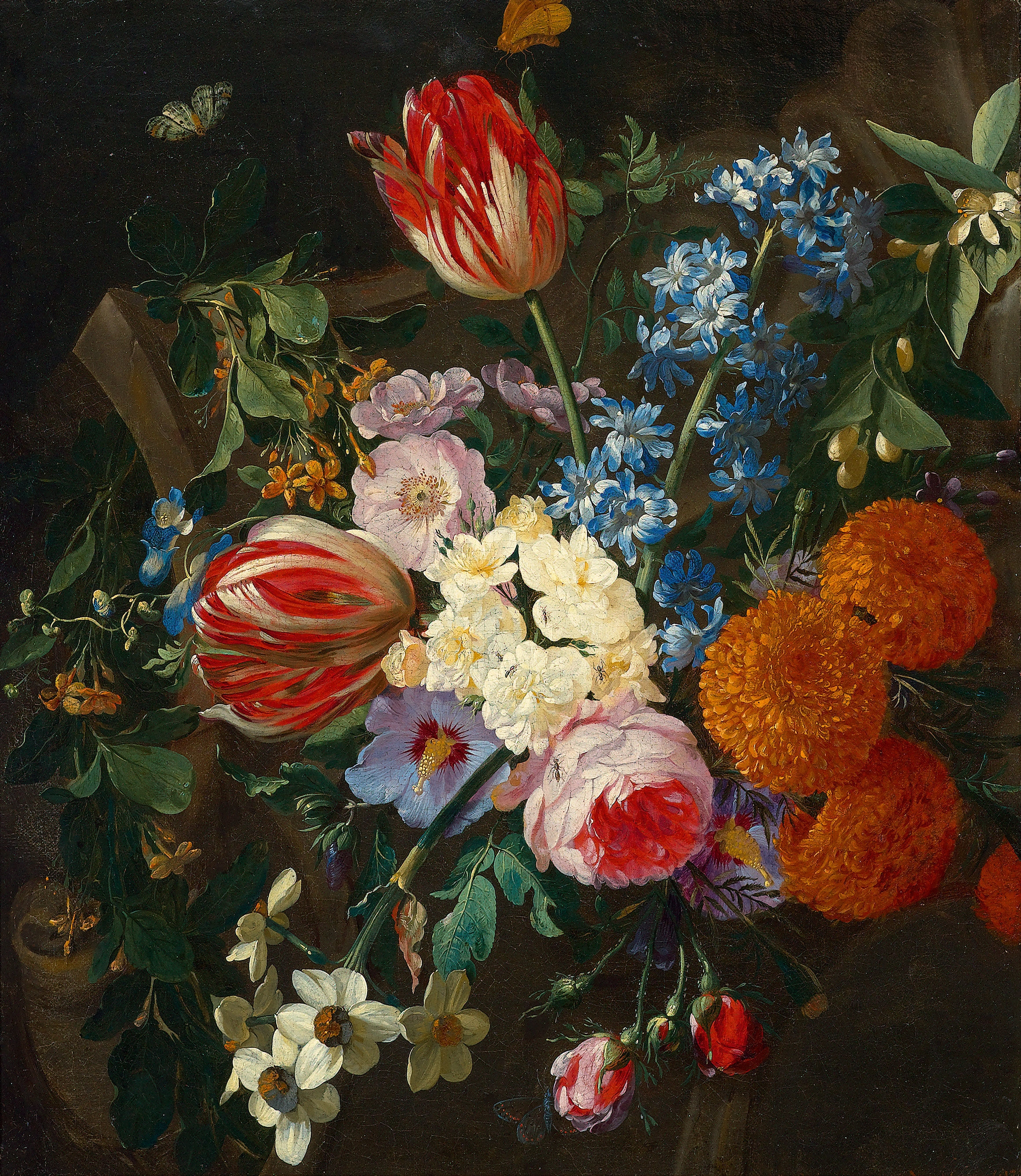
Blumenstillleben mit Tagetes, Tulpen, Hacinthen und anderen Blumen, 1675, sign. & dat., 55,3 × 47 cm, Privatsammlung (?)
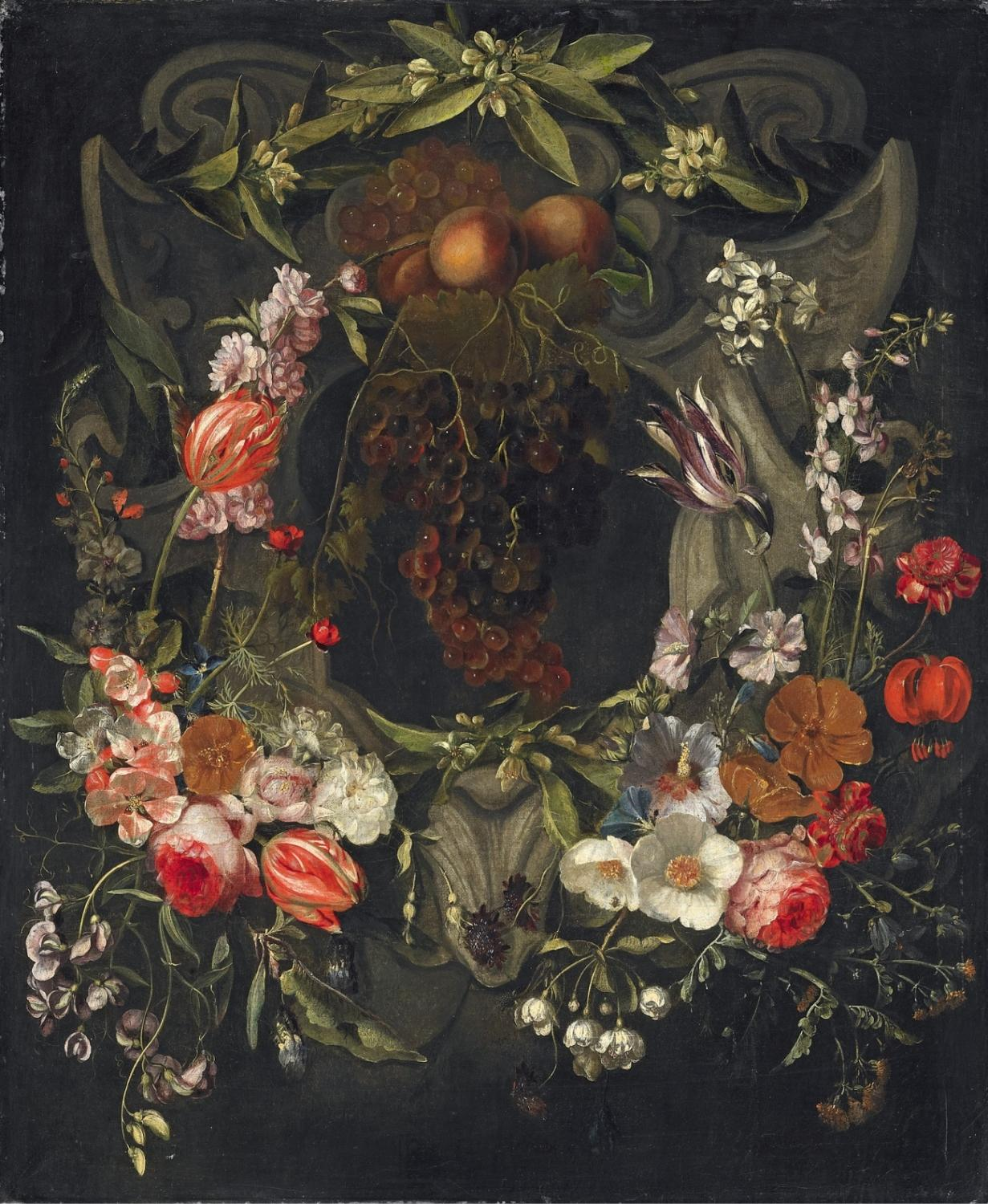
Weintrauben in einer steinernen Kartusche mit Blumengirlande, Privatsammlung (?)